# Joseph-Wessely-Denkmal

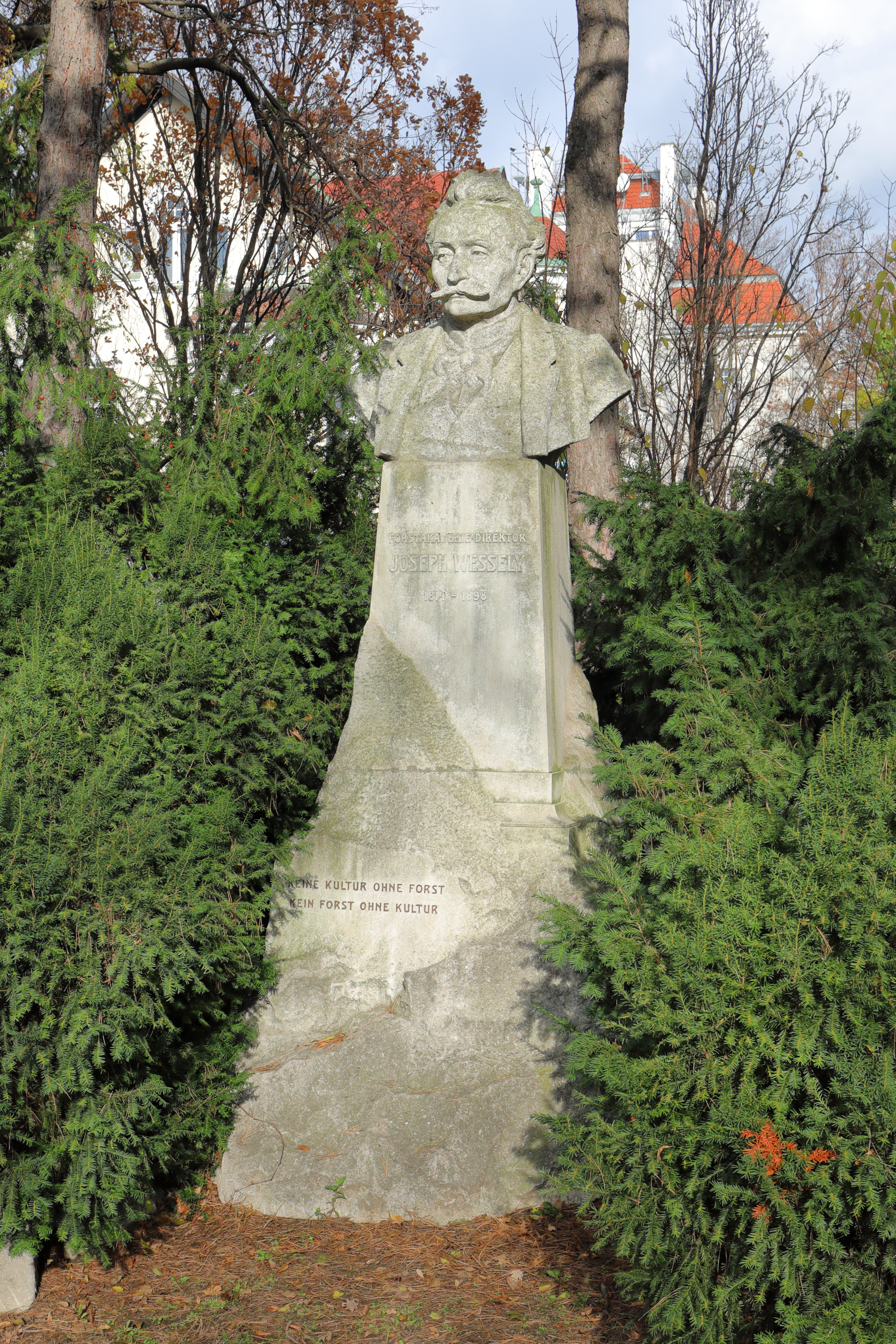
Das Joseph-Wessely-Denkmal

Das Joseph-Wessely-Denkmal befindet sich nordseitig am Linnéplatz nächst der Universität für Bodenkultur im 19. Wiener Bezirk Döbling. Das Denkmal in Gedenken an den Generalforst- und Domäneninspektor, Forstakademiedirektor in Mariabrunn und Forstschriftsteller Joseph Wessely (* 8. März 1814 in Wien; † 10. Oktober 1898 ebenda) ist ein Werk von Rudolf Weyr und wurde am 16. Mai 1908 enthüllt.

## Beschreibung
Das Denkmal besteht aus einem unregelmäßigen Felssockel, der in einen vierseitigen, sich nach oben verjüngenden Sockel übergeht und der eine Büste trägt. Unterhalb der Büste befindet sich die Inschrift: „FORSTAKADEMIE-DIREKTOR / JOSEPH WESSELY / 1814 – 1898“ und im oberen Bereich des Felssockels: „Keine Kultur ohne Forst / Kein Forst ohne Kultur“.
Die Büste war ursprünglich ein Bronzeguss, der im Zuge des Zweiten Weltkrieges eingeschmolzen wurde. Aus dem erhalten gebliebenen Gipsabguss fertigten die Vereinigten Wiener Metallwerke um 1953 eine Steinguss-Büste, und mit dieser wurde dann das Denkmal wieder vervollständigt.